# Zoner Photo Studio
Zoner Photo Studio ist eine Grafiksoftware, die von der tschechischen Firma Zoner Software entwickelt wurde. Das Bildbearbeitungs- und Verwaltungsprogramm ist in Tschechien eines der gebräuchlichsten Programme zur Bearbeitung digitaler Fotos und wird weltweit verwendet. Es ist für die Betriebssysteme Windows und Android erhältlich.

## Geschichte
Im Jahr 1993 wurde das Unternehmen Zoner Inc. unter dem damaligen Namen Zoner Software von einer kleinen Gruppe von Fotografie-Liebhabern gegründet. Die Software wurde ursprünglich unter dem Namen Zoner Media Explorer veröffentlicht. Im Jahr 2004 wurde sie in Zoner Photo Studio umbenannt, da sich das Hauptaugenmerk von diesem Zeitpunkt an auf die digitale Fotografie richtete. Jedes Jahr wird eine neue Version der Software veröffentlicht.